# Японская ядерная программа
Японская ядерная программа — программа по созданию ядерного оружия, проходившая во время Второй мировой войны в Японии, так же как немецкая ядерная программа проходившая в Германии примерно в те же годы. Считается, что программа не продвинулась дальше стадии лабораторных исследований до атомных бомбардировок США Хиросимы и Нагасаки и капитуляции Японии в августе 1945 года.
Сегодня прогресс Японии в использовании ядерной энергии делает ее в высшей степени способной к самостоятельному созданию ядерного оружия, хотя страна подписала договор о нераспространении оружия массового поражения. Демилитаризация Японии после второй мировой и защита со стороны США привели к политике отказа от исследований в области производства ядерного оружия, но в свете испытаний ядерного оружия в Северной Корее, некоторые политики и бывшие военные чиновники Японии призывают к отмене этой политики.

## Предвоенные и военные годы
Ведущей фигурой в японской атомной программе был доктор Ёсио Нисина, близкий друг Нильса Бора и современник Альберта Эйнштейна. Нисина основал ядерную научно-исследовательскую лабораторию по изучению физики высоких энергий в 1931 году в институте RIKEN, чтобы содействовать проведению фундаментальных исследований. В июне 1940 года доктор Нисина встретился с генералом Такео Ясудой, который возглавлял научно-техническое управление военно-воздушных сил Императорской армии, и рассказал ему о перспективах военного использования ядерной энергии. По приказу Ясуда RIKEN в 1941 году начал теоретические изыскания, которые шли вполне успешно. Для разделения изотопов урана японские физики выбрали метод термодиффузии. А в мае 1943 года стартовал проект «Ни-Го», когда японским военным стало ясно, что обычные вооружения не способны остановить наступление США. Руководителем проекта стал Ёсио Нисина. Кроме того, под руководством Бунсаки Аракацу также велись подобные работы по другому проекту «Ф-Го» под эгидой Императорского флота. По некоторым данным, основной базой работ в области создания ядерного оружия был Хыннамский химический завод в оккупированной Японией Корее. Удалось построить опытный сепаратор, но сырья отчаянно не хватало. Урановые руды в Корее, Маньчжурии и префектуре Фукусима оказались слишком бедными. По просьбе японцев Третий рейх высылал урановую руду, но одна (U-234) подводная лодка с грузом была перехвачена союзниками, а другая потоплена у берегов Малайи. Ещё одной непреодолимой проблемой стало отсутствие необходимого количества электроэнергии. Считается, что к концу Второй мировой войны инфраструктура проекта была почти полностью уничтожена американскими бомбёжками, и проект провалился. В то же время, согласно некоторым данным (например, фиксации радиоактивности в атмосфере американскими самолётами-разведчиками), в ночь с 12 на 13 августа 1945 года в районе Хыннама и Японского моря было произведено испытание (или уничтожение для несдачи врагу) прототипа ядерной бомбы накануне захвата советскими войсками Хыннама и капитуляции Японии 15 августа.

## Послевоенные годы
После ядерной бомбардировки Хиросимы и Нагасаки, японское общество стало убежденным сторонником антиядерной политики, а послевоенная конституция Японии запрещает создание наступательных военных сил. Тем не менее после первых ядерных испытаний в Китае в 1964 году, премьер-министр Японии Эйсаку Сато сказал президенту Линдону Джонсону, когда они встретились в январе 1965 года, что если китайские коммунисты имеют ядерное оружие, японцы также должны его иметь. Но в 1967 году Япония приняла три неядерных принципа (не производить, не обладать, не ввозить ядерное оружие). Несмотря на это, идея, что Япония может стать ядерной державой, сохраняется.
В феврале 1968 года Эйсаку Сато уточнил принципы политики Японии в отношении ядерного оружия («Четыре столпа ядерной политики»):
- Принцип продвижение мирного использования ядерной энергии;
- Содействие глобальному ядерному разоружению;
- Опора на военную защиту США, на основе договора «О взаимном сотрудничестве и безопасности» между Японией и США от 19 января 1960 года;
- Поддержка трех неядерных принципов в обстоятельствах, когда национальная безопасность Японии гарантируется тремя другими столпами.

Из этого следует, что если военное присутствие США когда-нибудь исчезнет или окажется ненадежным, Япония оставляет за собой право начать исследование и производство в области ядерного вооружения.

## Современное состояние
В настоящее время Япония не ведёт исследований в области военного применения ядерной энергии, хотя и обладает необходимыми материалами и технологиями, позволяющими обзавестись ядерной бомбой в течение одного-двух лет.